# Koepelkerk (Leeuwarden)
De Koepelkerk is een voormalig protestants kerkgebouw op de hoek van de Vredeman de Vriesstraat en de Alma Tademastraat in Leeuwarden. De Koepelkerk is een rijksmonument en vormt door haar Byzantijnse uitstraling een van de meest bijzondere gebouwen van de stad. Sinds 2015 is het gebouw in gebruik als theater met de naam Koepeltheater.

## Geschiedenis
De Koepelkerk werd als gereformeerde kerk gebouwd naar een ontwerp van de architect Tjeerd Kuipers volgens de inzichten van Abraham Kuyper. De kerk zou oorspronkelijk naar koningin Wilhelmina genoemd worden, dezelfde naam als de Wilhelminakerk (Dordrecht) van Tjeerd Kuipers. Amper tien jaar na de bouw van de Koepelkerk zouden de gereformeerden Leeuwarden verbazen met een nog gedurfder nieuwbouw: de Pelikaankerk.
In 1977 werd het oorspronkelijke kerkorgel (Valckx & Van Kouteren) vervangen door een orgel van Jos. Vermeulen. Dit orgel werd in 1935 gebouwd en is afkomstig uit de in 1975 gesloopte neogotische Heilig-Hartkerk in Tilburg. Het is het grootste orgel in Friesland en staat bekend vanwege orgelconcerten en jaarlijkse orgelconcoursen.
Op 16 december 2014 is de Koepelkerk verkocht aan een Sneker belegger. Op 11 maart 2015 gaf de algemene kerkenraad akkoord voor de verkoop. De nieuwe eigenaar gaat een evenementen- en congrescentrum van de kerk maken. Er zal veel zorg worden gedragen om de kerk in originele staat te behouden, aldus de Sneker belegger. Sinds de herfst van 2015 is er een grootschalig restauratie gestart in samenwerking met de Rijksdienst voor het cultureel erfgoed en provincie Friesland. Medio december 2015 moet de restauratie afgerond zijn.

## Architectuur
De bouw van de Koepelkerk was een gedurfd ontwerp en verbaasde menigeen. De toegepaste stijl is een mengeling van art deco en Byzantijnse architectuur. De kerk staat op een beperkt stuk grond maar door drie vleugels aan de centraalbouw toe te voegen waarin ook plaats was voor galerijen, wist de architect een godshuis te bouwen dat plaats biedt aan 1.100 gelovigen. Het kerkgebouw heeft een vijfzijdige plattegrond. De grote met koper bedekte koepel is tienzijdig. Het interieur van de kerk is nog gaaf. De kroonluchter valt op door de vorm van een koningskroon, dit vanwege het feit dat koningin Wilhelmina 25 jaar eerder de troon besteeg. Vanwege het 25-jarig regeringsjubileum komen ook de jaartallen 1898 en 1923 voor in de glas-in-loodramen. Verder zijn er wapens en symbolen van de evangelisten in de ramen aangebracht. Boven de hoofdingang van de kerk is een groot roosvenster met betonnen tracering aangebracht.

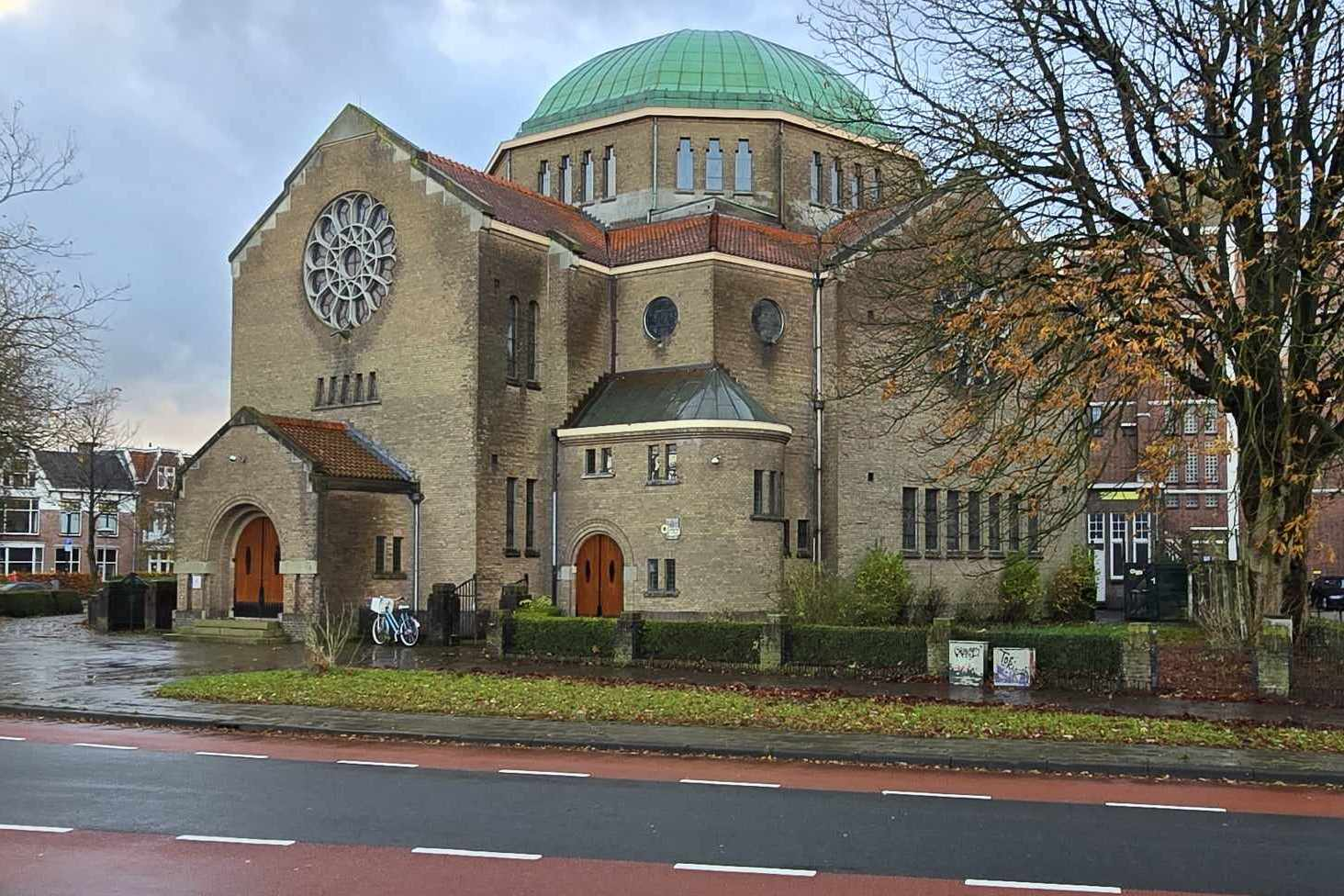
Westgevel (2024)
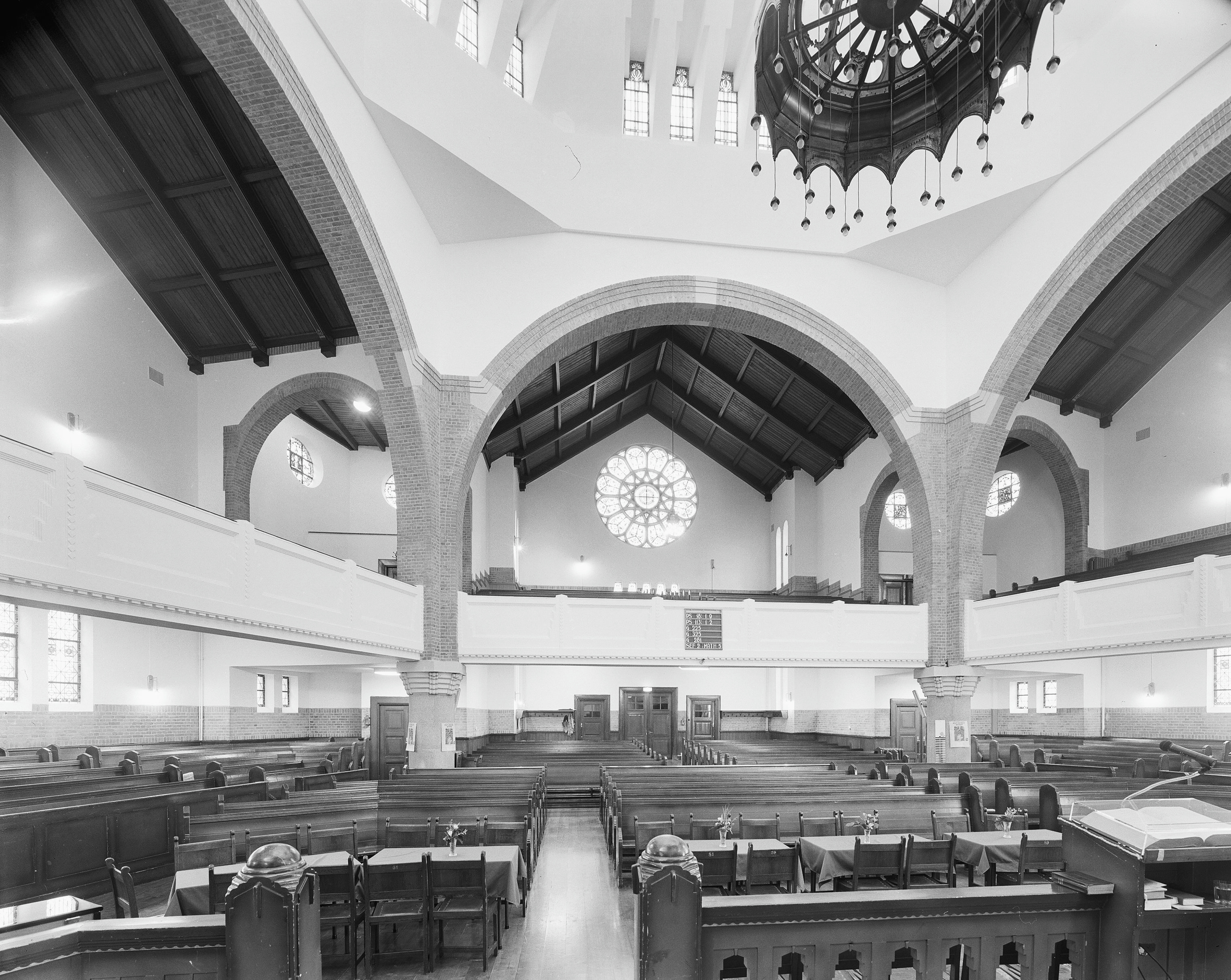
Interieur (1999)

## Trivia
- In 2011 was de Koepelkerk de locatie van United Praise, een evenement waar religieuze muziek ten gehore werd gebracht. Sinds lange tijd was de Koepelkerk (buiten de kerkelijke hoogfeesten om) geheel gevuld.[3]
- In november 2012 kwam het orgel van de Koepelkerk in het nieuws door een filmpje op YouTube. Organist Jelle de Jong speelt het nummer "Don't You Worry Child" van de groep Swedish House Mafia. Binnen korte tijd kreeg het filmpje veel hits en enthousiaste commentaren.[4]